# Curimopsis assingi
Curimopsis assingi is een keversoort uit de familie pilkevers (Byrrhidae). De wetenschappelijke naam van de soort is voor het eerst geldig gepubliceerd in 2006 door Puetz in Puetz & Klausnitzer.